# Атабеков, Андрей Адамович
Андрей Адамович Атабеков (5 октября 1854 — 28 августа 1918) — российский военачальник, генерал от артиллерии.

## Биография
Родился 5 октября 1854 года. Из знатного армянского рода карабахского князя Иванэ Атабекяна - мелика Джраберда. Православный. Общее образование получил в Киевской военной гимназии.
Службу начал 5 августа 1870 года юнкером рядового звания в 3-м военном Александровском училище. 24 августа того же года переведён в Михайловское артиллерийское училище. По окончании курса 10 августа 1873 года выпущен подпоручиком в 1-ю батарею 6-й конно-артиллерийской бригады. 26 ноября 1874 года произведён в поручики.
С 16 сентября 1875 года слушатель Михайловской артиллерийской академии. По окончании курса по 1 разряду, 21 июня 1878 года «за успехи в науках» произведен в штабс-капитаны и прикомандирован к 1-й батарее гвардейской конно-артиллерийской бригады. 20 ноября 1878 года прибыл к месту службы и зачислен в 4-ю батарею. 3 июня 1879 года переведён в Гвардейскую конно-артиллерийскую бригаду поручиком.
30 августа 1879 года получил первую награду орден Святого Станислава 3 степени. 7 января 1880 года переведён в гвардейский взвод Учебной конно-артиллерийской батареи. 14 июля 1880 года переведён в конно-артиллерийскую бригаду. 12 апреля 1881 года произведён в штабс-капитаны.
15 мая 1883 года награждён орденом Св. Анны 3 ст. 28 сентября 1884 года назначен заведующим хозяйством 4-й батареи Гвардейской конно-артиллерийской бригады. С 30 апреля 1887 года по 7 марта 1888 года председатель бригадного суда.
30 августа 1887 года награждён орденом Св. Станислава 2 ст. 9 апреля 1889 года произведён в капитаны. 21 января 1890 года Высочайше разрешено принять и носить пожалованный его высочеством князем Черногорским орден Даниила 1-го 4 степени.
С 31 января по 12 сентября 1890 года в переменном составе Офицерской артиллерийской школы. За успешное окончание Офицерской артиллерийской школы 25 декабря того же года награждён орденом Св. Анны 2 ст.
20 января 1891 года назначен командующим 4-й батареей Гвардейской конно-артиллерийской бригады, а 21 апреля произведён в полковники с утверждением в должности командира батареи. 30 августа 1894 года награждён орденом Св. Владимира 4 степени.
30 июня 1895 года назначен начальником учебного артиллерийского полигона Одесского военного округа с зачислением по Гвардейской конной артиллерии. 24 января 1896 года Высочайше разрешено принять и носить пожалованный персидский орден Льва и Солнца 3-й степени. 6 декабря 1898 года награждён орденом Св. Владимира 3 ст.
1 марта 1900 года назначен командующим 1-й Гренадерской генерал-фельдмаршала графа Брюса артиллерийской бригадой с зачислением по полевой пешей артиллерии. «За отличие по службе» 9 апреля 1900 года произведен в генерал-майоры. 31 октября 1903 года назначен начальником Константиновского артиллерийского училища. 6 декабря 1903 года награждён орденом Святого Станислава 1 ст.
1 января 1906 года удостоен ордена Св. Анны 1 ст., а 6 декабря того же года «за отличие по службе» произведен в генерал-лейтенанты. 5 апреля 1907 года назначен начальником артиллерии 19-го армейского корпуса ; не прибывая к месту службы, 21 августа 1907 года назначен начальником артиллерии (c 31 июля 1910 года инспектор артиллерии) 17-го армейского корпуса.
6 декабря 1910 года награждён орденом Св. Владимира 2 ст. 30 ноября 1912 года награждён светло-бронзовой медалью для ношения на груди на Владимирской ленте в память столетия Отечественной войны 1812 года. 21 апреля 1913 года получил светло-бронзовую медалью в память 300-летия царствования Дома Романовых.
21 апреля 1913 года назначен начальником артиллерии Московского военного округа. В 1914 году награждён орденом Белого орла. 2 мая 1915 года награждён светло-бронзовой медалью на ленте Белого орла «за труды по всеобщей мобилизации. 10 апреля 1916 года «за отличие по службе» произведён в генералы от артиллерии.
18 мая 1917 года зачислен в резерв чинов Московского военного округа. За упразднением резерва уволен от службы 1 января 1918 года. Умер в 1918 году и, по утверждению его внучки, Марии Александровны Атабековой-Духиной (г. Киев), похоронен на Новодевичьем кладбище в Москве.

## Семья
Был женат на Евгении Ивановне Симанской, уроженке Санкт-Петербургской губернии, имел детей: Александра, родившегося 13 октября 1894 года, и Николая, родившегося 31 октября 1896 года.

## Награды
- орден Св. Станислава 3 ст. 30 августа 1879 г.
- орден Св. Анны 3 ст. 15 мая 1883 г.
- орден Св. Станислава 2 ст. 30 августа 1887 г.
- орден Св. Анны 2 ст. 25 декабря 1890 г.
- орден Св. Владимира 4 ст. 30 августа 1894 г.
- персидский орден Льва и Солнца 3 ст. 24 января 1896 г.
- орден Св. Владимира 3 ст. 6 декабря 1898 г.
- орден Св. Станислава 1 ст. 6 декабря 1903 г.
- орден Св. Анны 1 ст. 1 января 1906 г.
- орден Св. Владимира 2 ст. 6 декабря 1910 г.
- медаль для ношения на груди на Владимирской ленте в память столетия Отечественной войны 1812 г. 30 ноября 1912 г.
- медаль в память 300-летия царствования Дома Романовых 21 апреля 1913 г.
- орден Белого орла в 1914 г.